# كلوي كارداشيان
كلوي ألكسندرا كارداشيان (بالإنجليزية: Khloé Kardashian) (ولدت 27 يونيو 1984)، هي شخصية تلفزيونية أمريكية، وعارضة أزياء وسيدة أعمال، بدأت مسيرتها الفنية عام 2007.

## النشأة
ولدت في لوس أنجلس، كاليفورنيا، والدها روبرت كارداشيان (محامي)، وأمها كريس جينر ربة منزل. تنحدر أمها من أصول إنجليزية وإيرلندية ، بينما والدها يرجع إلى أصول أرمينية.
في 1994، حصل أبوها على شهرة واسعة بعد أن أصبح محامي الدفاع للمدان أو جاي سيمبسون أثناء قضية جريمة أو جاي سيمبسون.

## وصلات خارجية
- كلوي كارداشيان على موقع IMDb (الإنجليزية)
- كلوي كارداشيان على موقع ميتاكريتيك (الإنجليزية)
- كلوي كارداشيان على موقع روتن توميتوز (الإنجليزية)
- كلوي كارداشيان على موقع ألو سيني (الفرنسية)
- كلوي كارداشيان على موقع أول موفي (الإنجليزية)
- كلوي كارداشيان على موقع إن إن دي بي (الإنجليزية)
- كلوي كارداشيان على موقع قاعدة بيانات الفيلم (الإنجليزية)